# 塞萨奇伦托
塞萨奇伦托（義大利語：Sessa Cilento），是意大利萨莱诺省的一个市镇。总面积18平方公里，人口1401人，人口密度77.8人/平方公里（2009年）。ISTAT代码为065141。